# Ulica Gazowa w Krakowie
Ulica Gazowa – ulica w Krakowie, w dzielnicy I Stare Miasto, na Kazimierzu.
Łączy ulicę św. Wawrzyńca z ulicą Podgórską. Jest jednojezdniowa.

## Historia
Od końca XV wieku w pobliżu ulicy zaczęła osiedlać się ludność żydowska. W XIX wieku większość zamożniejszych mieszkańców przeniosła się do innych dzielnic Krakowa, zaś okolice ul. Gazowej, tak jak większa część Kazimierza, stały się miejscem zamieszkania żydowskiej biedoty.
Ulica wytyczona została w ramach planu lokacyjnego Kazimierza w 1335 roku i biegła wtedy od nieistniejącego dziś Psiego Rynku do zburzonej w XVII wieku Bramy Bocheńskiej. Od 1807 roku ulica biegła od skrzyżowania z ul. św. Wawrzyńca do ulicy Bocheńskiej. Nazywana była wówczas w języku niemieckim Neue Gasse, Heumarkt Gasse (ul. Sienna). W 1844 roku ulicę przedłużono do ulicy Nadwiśle (dzisiejszej ul. Podgórskiej) i Wisły gdyż obok, przy ul. Mostowej budowano most Podgórski, nazywano ją wtedy ul. Wiślana i Nadwiślańska.
W 1869 roku Rada Miasta Krakowa nadała ulicy jej obecną nazwę, od wybudowanej przy niej w 1856 krakowskiej Gazowni Miejskiej.

## Zabudowa
Obecna zabudowa ulicy to: po stronie nieparzystej kamienice czynszowe powstałe na przełomie wieków XIX i XX oraz w latach 60. XX wieku a po stronie parzystej znajdują się budynki zajezdni tramwajowej (obecnie Muzeum Inżynierii i Techniki) oraz Gazowni Miejskiej.
- ul. Gazowa 1 (ul. św. Wawrzyńca 11) – kamienica. Projektował Nachman Kopald, 1907[a].
- ul. Gazowa 4 (ul. św. Wawrzyńca 12, 13–17) – zajezdnia tramwajowa św. Wawrzyńca. Projektował Zygmunt Hendel, Karol Knaus, Tadeusz Stryjeński, 1882–1913[b].
- ul. Gazowa (ul. św. Wawrzyńca 13) – kamienica, XIX wiek[b].
- ul. Gazowa 3 – kamienica, ok. 1868.
- ul. Gazowa 5 – kamienica, ok. 1868.
- ul. Gazowa 7 – kamienica, ok. 1868.
- ul. Gazowa 9 (ul. Bocheńska 8) – kamienica, XIX wiek.
- ul. Gazowa 11 (ul. Bocheńska 9) – kamienica. Projektował Beniamin Torbe, 1908.
- ul. Gazowa 13 – kamienica. Projektował Beniamin Torbe, 1908.
- ul. Gazowa 12-16 – budynki Gazowni Miejskiej

- ul. Gazowa 12 – kamienica. Projektował Karol Bandurski, 1907–1908.
- ul. Gazowa 14 – gazownia miejska. Projektował Jan Drachny, 1819.
- ul. Gazowa 14 – kamienica, 1922–1924.
- ul. Gazowa 16 – magazyn, ok. 1900.
- ul. Gazowa 21–23 (ul. Podgórska 16) – dawny browar, potem kino „Wisła”. Projektował Leopold Tlachna, 1877[c].

Opracowano na podstawie źródła: Gminnej ewidencji zabytków – Kraków.

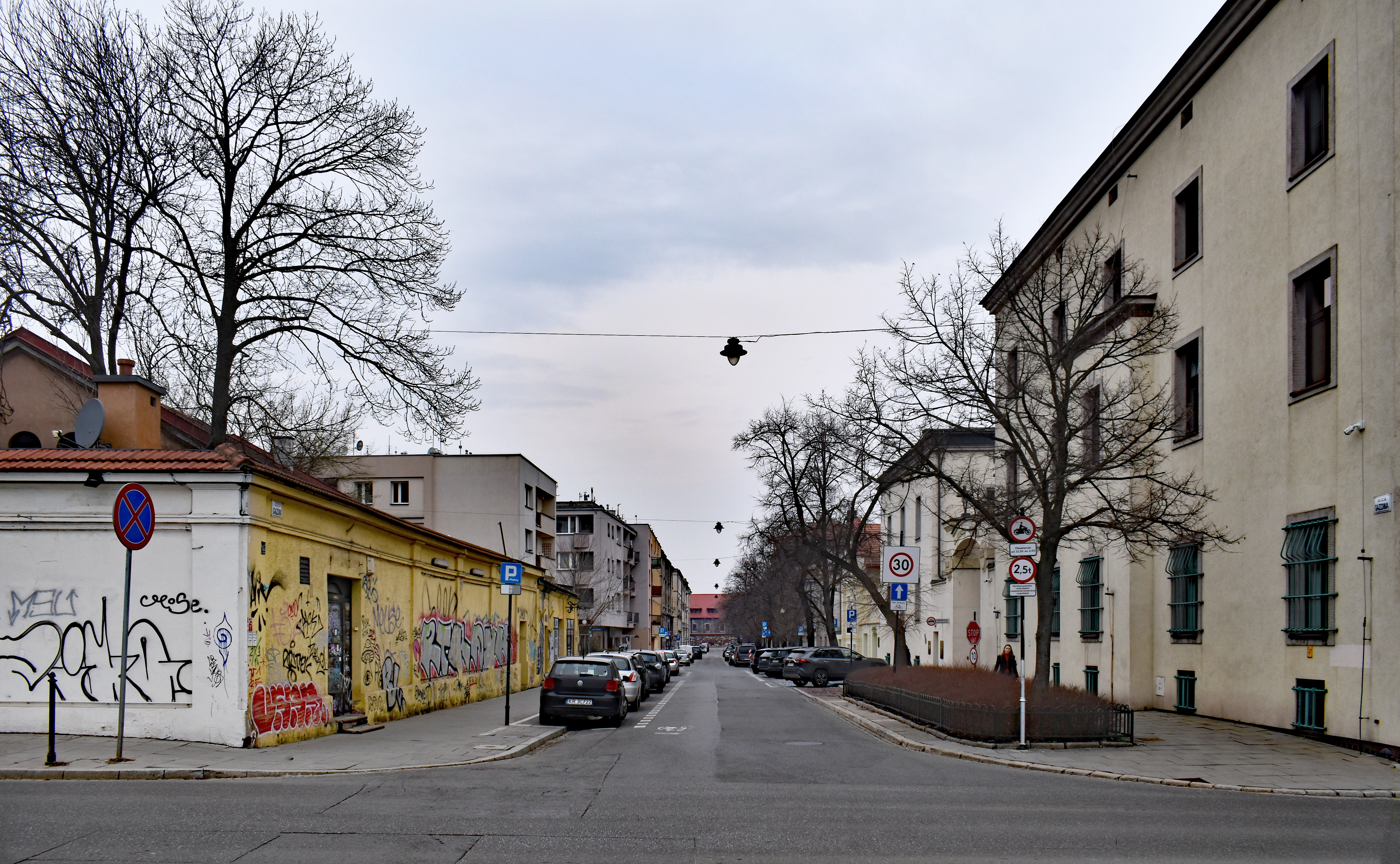
Widok z południa, z ul. Podgórskiej. Po lewej budynek dawnego browaru, po prawej zespół budynków Gazowni Miejskiej.
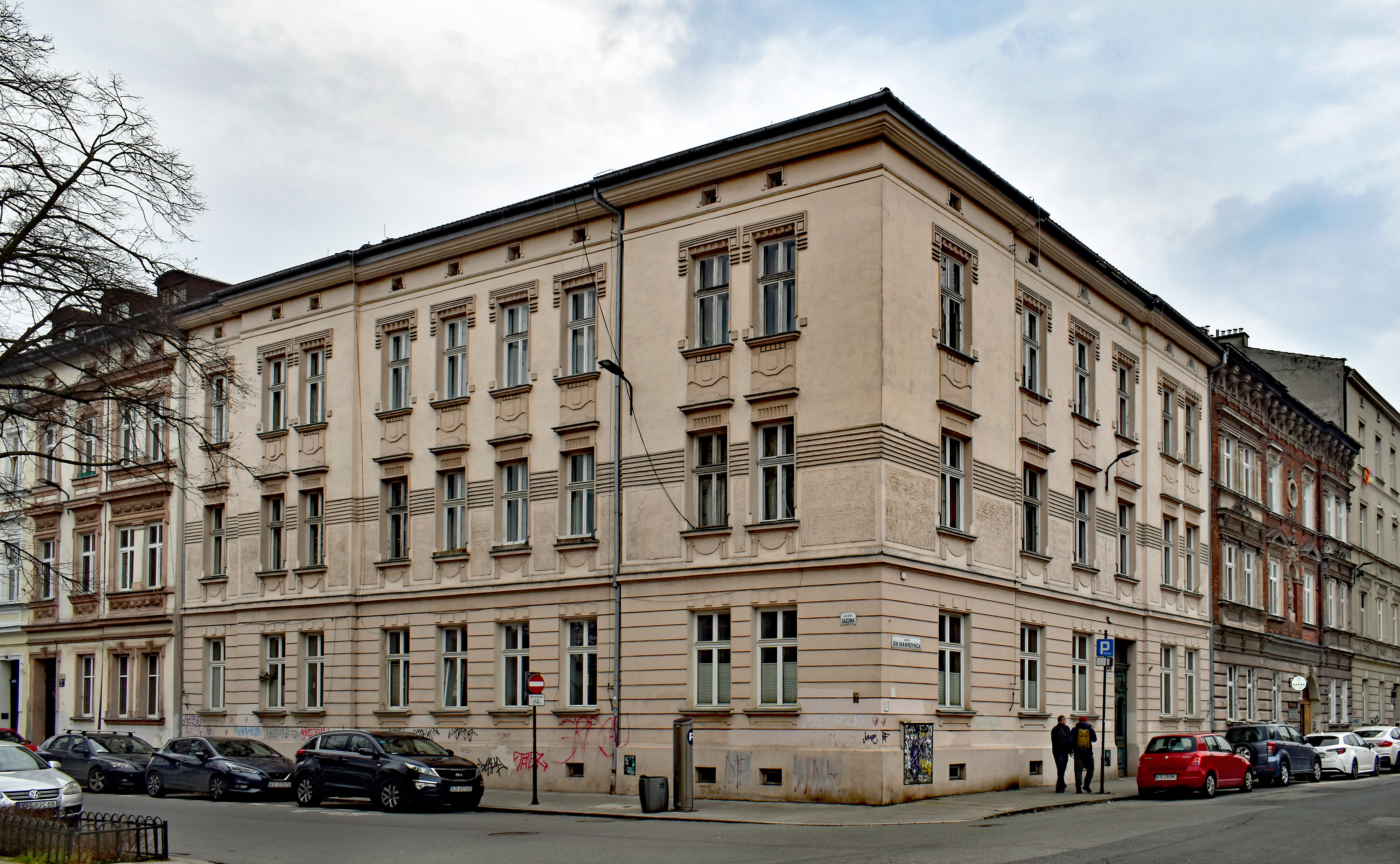
ul. Gazowa 1 Kamienica czynszowa
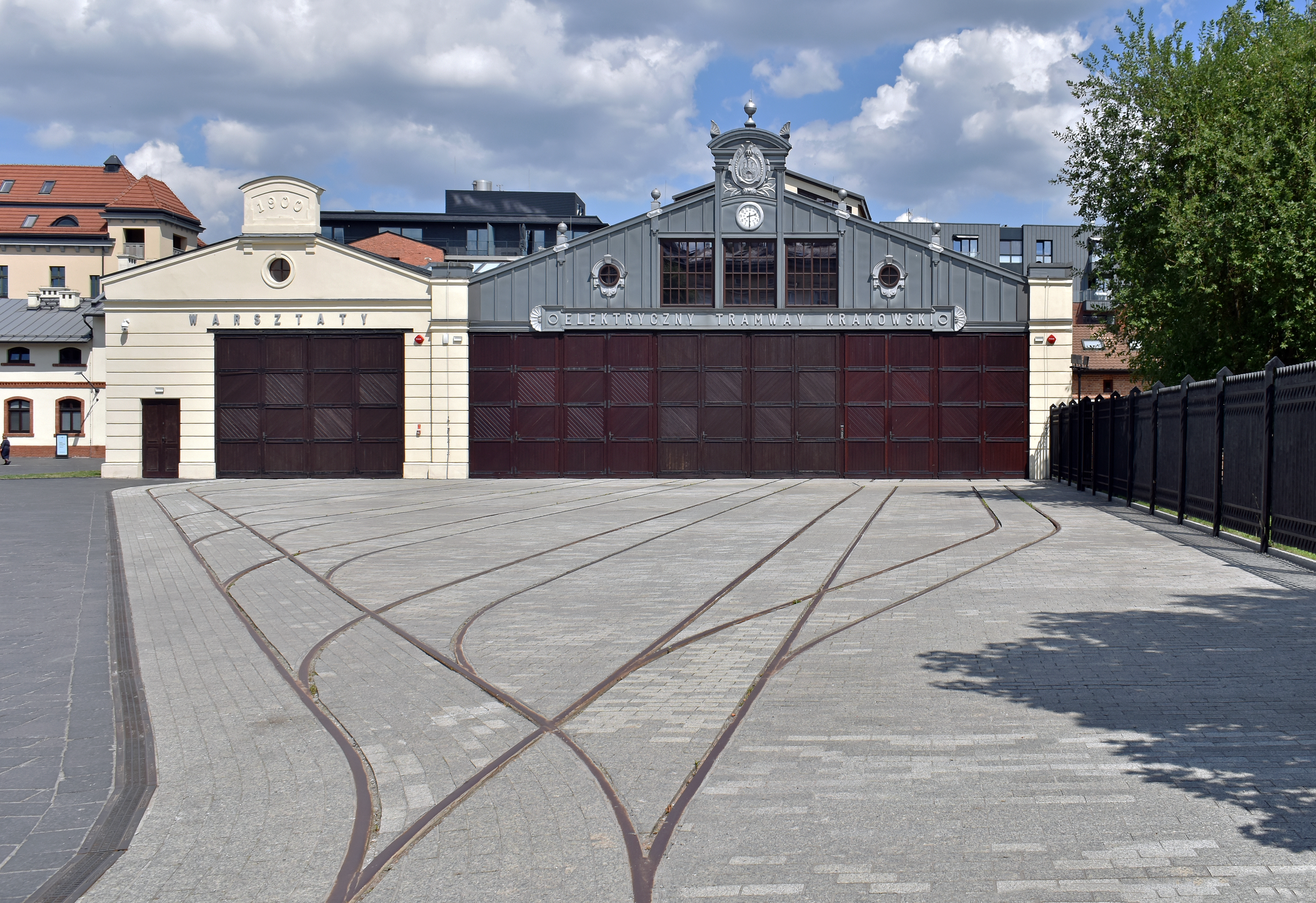
ul. Gazowa 4 Zajezdnia elektrycznego tramwaju wąskotorowego proj. K. Knaus, 1900, zespół zajezdni przy ul. św. Wawrzyńca.
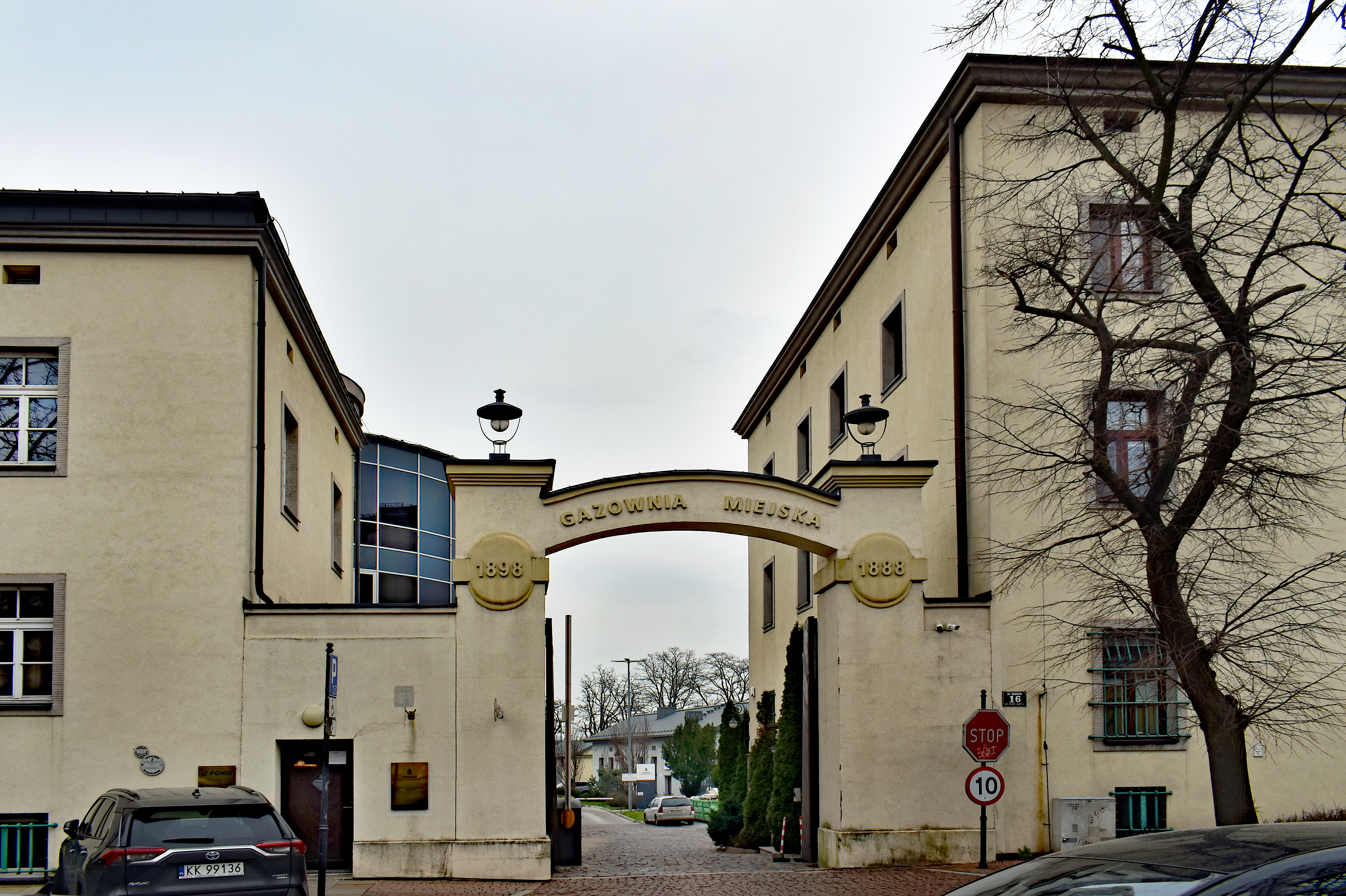
ul. Gazowa 16 Gazownia Miejska
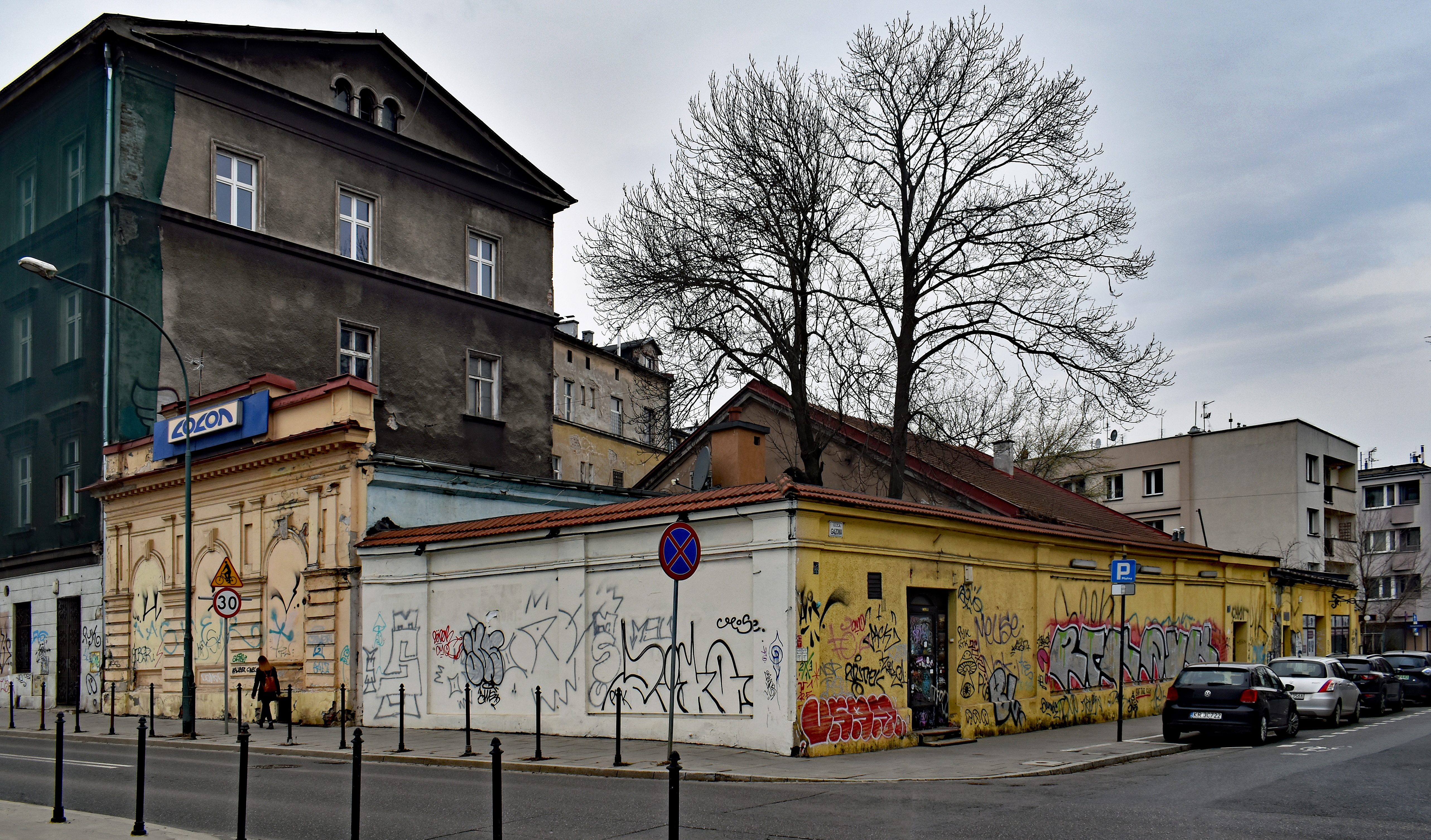
ul. Gazowa 21-23 Dawny browar